# Sherpur (stad)
Sherpur is een stad in Bangladesh. De stad is de hoofdstad van het district Sherpur. De stad telt ongeveer 82.000 inwoners.